# Jean-Philippe Caillet
Jean-Philippe Caillet (* 24. Juni 1977 in Boulay-Moselle) ist ein ehemaliger französischer Fußballspieler und heutiger Trainer.

## Als Spieler

### Caillet in Frankreich
Jean-Philippe Caillet spielte bereits in seiner Jugend für den FC Metz. 1997 wurde er aus der zweiten Mannschaft in die Profimannschaft – spielte damals in der Ligue 1 – hochgezogen. Dort blieb ihm jedoch ein Einsatz verwehrt. Aus diesem Grund ging er 1998 zum damaligen Zweitligisten SM Caen. Sein Debüt für die Normannen gab er am 22. August 1998, als er am dritten Spieltag, gegen den OSC Lille zum Einsatz kam. In der Folgezeit erarbeitete sich Caillet einen Stammplatz in Caen. Auch in den folgenden Jahren war er immer Stammspieler. In vier Jahren kam Caillet auf 136 Punktspieleinsätze, in der er auf drei Treffer kam. 2002 wechselte Caillet zum Ligakonkurrenten Clermont Foot Auvergne. Dort wurde er ebenfalls Stammspieler. 2004 kehrte Caillet zurück zu seinem Heimatverein FC Metz, der auch zu diesem Zeitpunkt in der Ligue 1 spielte. Sein Debüt in der Ligue 1 gab er am 7. August 2004, als er am ersten Spieltag, gegen den FC Nantes, in der Anfangself stand. In der Folgezeit etablierte sich Caillet in der Stammelf der Metzer. Im Saisonverlauf kam er hierbei auf 23 Einsätze. 

### Bulgarien, Belgien und China
Jean-Philippe Caillet wechselte zur Saison 2005/06 ins Ausland und heuerte beim bulgarischen Erstligisten Litex Lowetsch an. Mit Lowetsch spielte er auch im UEFA-Cup. Sein Europapokaldebüt gab er am 3. November 2005, als er im Gruppenspiel des UEFA-Pokals, gegen den schweizerischen Erstligisten Grasshoppers Zürich, in der Anfangself stand. Die Gruppenphase wurde überstanden. Im Sechzehntelfinale scheiterte man an Racing Straßburg. 2006 wechselte Caillet zum belgischen Erstligisten KRC Genk. Dort hielt es ihn knapp drei Jahre, ehe er im Februar 2009 Europa verließ und nach Asien wechselte, um beim chinesischen Klub Tianjin Teda anzuheuern. 

### Karriereausklang in Luxemburg
2010 kam Caillet zurück nach Europa und heuerte beim luxemburgischen Erstligisten F91 Düdelingen an. Sein Debüt für den luxemburgischen Großklub gab er in der Qualifikation zur Europa League, als er im Hinspiel der ersten Qualifikationsrunde gegen den dänischen Erstligisten Randers FC in der Anfangself stand. Gegen Randers schied Düdelingen aus, wobei Caillet im Rückspiel, wo Düdelingen mit einem überraschenden 2:1-Sieg einen Achtungserfolg verbuchen konnte, ein Tor erzielte. Im ersten Jahr in Düdelingen errang Caillet mit F91 die Meisterschaft. In der Folgesaison spielte man somit in der Qualifikation zur Champions League. In der ersten Qualifikationsrunde konnte Düdelingen den andorranischen Vertreter FC Santa Coloma eliminieren (Caillet hatte im Hinspiel ein Tor erzielt), während man in der zweiten Qualifikationsrunde gegen den slowenischen Meister NK Maribor ausschied. Indes konnte zum Saisonende die erneute Meisterschaft gefeiert werden. Paar Wochen später auch die Meisterschaft. Als luxemburgischer Meister nahm Düdelingen in der darauffolgenden Saison erneut an der Qualifikation zur Champions League teil. Während man in der ersten Qualifikationsrunde den san-marinesischen Vertreter SP Tre Penne eliminieren konnte, gelang Düdelingen in der zweiten Qualifikationsrunde eine faustdicke Überraschung, als der österreichische Meister Red Bull Salzburg eliminiert werden konnte. Caillet war in beiden Spielen dabei. In der dritten Qualifikationsrunde schied die Mannschaft abermals gegen NK Maribor aus. Dennoch reichte es für die Barrage zur Europa League, wo Düdelingen gegen Hapoel Tel Aviv ausschied. Unglücklicherweise unterlief Caillet im Hinspiel ein Eigentor. Nach zwei Spielzeiten beim FC Differdingen 03 beendete er am 30. Juni 2015 seine aktive Karriere. Insgesamt wurde er zweimal Meister (2011, 2012) und dreimal Pokalsieger (2012, 2014, 2015) in Luxemburg.

## Nach der aktiven Zeit
Seit 2015 ist Caillet Teammanager des FC Differdingen 03. Im März 2021 übernahm er interimsmäßig bis zum Saisonende das Traineramt des Vereins nach dessen Trennung von Paolo Amodio.

## Erfolge
- Belgischer Pokalsieger: 2009
- Luxemburgischer Meister: 2011, 2012
- Luxemburgischer Pokalsieger: 2012, 2014, 2015